# 育空-柯斯科克溫三角洲

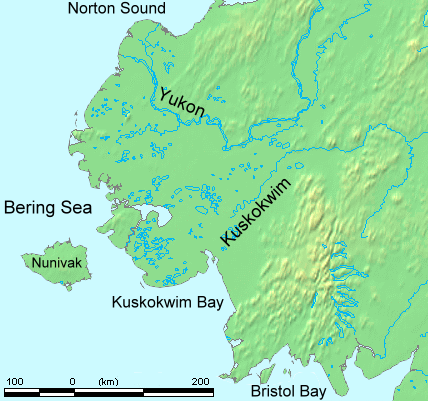
育空-柯斯科克溫三角洲地圖

育空-柯斯科克溫三角洲（Yukon–Kuskokwim Delta）是美国阿拉斯加州西海岸育空河和卡斯科奎姆河白令海入海口附近的一個河流三角洲。它的面积约为129,500平方公里，是世界上最大的三角洲之一。它比密西西比河三角洲面積更大，并且与美国整个路易斯安那州的面积相当。该三角洲主要由苔原组成。
三角洲大约有25,000名居民。其中85%是阿拉斯加原住民，包括尤皮克人及阿薩巴斯卡語族群。當地的人口密集點位於伯特利，估计人口约为6219人（截至2011年）。伯特利周围有49个较小的村庄，其中最大的村庄有1000多人。大多数居民过着传统的自给自足的生活方式，它們的經濟活動一般為打猎、捕魚和采集。超过30%的人的现金收入远远低于美國联邦政府劃定的贫困线。
该地区几乎没有道路，外出旅行一般要靠小型飛機，夏天外出靠船隻，冬天靠雪上摩托車。